# Heinrich Schwarz
Heinrich Schwarz (ur. 14 czerwca 1906 w Monachium, stracony 20 marca 1947 w Sandweier) – zbrodniarz hitlerowski, komendant obozów koncentracyjnych Auschwitz III – Monowitz) i Natzweiler-Struthof oraz SS-Hauptsturmführer.

## Życiorys
Z zawodu był drukarzem. Od 1919 należał do Freikorps Epp. Członek NSDAP od 1931 (nr legitymacji partyjnej 786871) i SS od 1931 (nr identyfikacyjny 19691).
W 1939 Schwarz został powołany do Waffen-SS i skierowany do służby w obozie Mauthausen. W listopadzie 1941 rozpoczął służbę w Auschwitz, gdzie początkowo do sierpnia 1943 był członkiem sztabu kierownika obozu. Następnie sam objął stanowisko Schutzhaftlagerführera, które sprawował do listopada 1943. Po podziale kompleksu obozowego Auschwitz na trzy obozy, Schwarz został komendantem Auschwitz III – Monowitz. Funkcję tę pełnił do ewakuacji Monowic w styczniu 1945. Następnie był również komendantem obozu Natzweiler-Struthof od lutego do kwietnia 1945.
Po wojnie sądzony przez francuski Trybunał Wojskowy w procesie załogi KL Natzweiler. Schwarz został skazany na śmierć. Wyrok wykonano przez rozstrzelanie.